# Nyarubanda
Nyarubanda är ett vattendrag i Burundi. Det ligger i den centrala delen av landet, 70 km nordost om huvudstaden Bujumbura.
Omgivningarna runt Nyarubanda är en mosaik av jordbruksmark och naturlig växtlighet. Runt Nyarubanda är det tätbefolkat, med 331 invånare per kvadratkilometer.